# Formiche di Capraia
Les Formiche di Capraia sont un groupe d'îlots et de rochers plus petits qui affleurent au large de la côte nord de l'île de Capraia, dans la commune de Capraia Isola, face au promontoire de Punta della Teglia. Ils sont situés dans les eaux du Canal de Corse, en mer Tyrrhénienne, et font partie du Parc national de l'archipel toscan.
Sur le fond marin, près des îlots, se trouve une épave datant de plus de deux mille ans.

### Sources de traduction
- (it) Cet article est partiellement ou en totalité issu de l’article de Wikipédia en italien intitulé « Formiche di Capraia » (voir la liste des auteurs).